# Odontesthes cuyanus
Odontesthes cuyanus era una posible especie de agua dulce del género de peces Odontesthes, de la familia Atherinopsidae en el orden Atheriniformes, la cual habitaba en aguas dulces del centro-oeste del Cono Sur de América del Sur.

## Taxonomía
Esta especie fue descrita originalmente en el año 1861 por el zoólogo alemán, nacionalizado argentino, Carlos Germán Conrado Burmeister, bajo el nombre científico de Basilichthys cuyanus.
Localidad tipo
Burmeister menciona, en el texto descriptivo, que localidad donde fue capturado es: «lago Guanacache», siendo adquirido en el mercado de pescado de la ciudad de Mendoza, Provincia de Mendoza, Argentina, en la región de Cuyo, de donde proviene su denominación específica. El ejemplar tipo está perdido.
En los cuerpos acuáticos de la región de Cuyo actualmente habita el pejerrey O. hatcheri. Para algunos autores O. cuyanus podría ser un sinónimo de ella, o tal vez ser una especie plena que acompañó el destino de su ecosistema.   

### Tratamiento taxonómico
Durante un siglo y medio, este taxón fue considerado de variadas maneras por los distintos autores.
- Basilichthys cuyanus Weyenbergh (1876: 167);[4]
- Basilichthys cuyanus Holmberg (1887: 308);[5]
- Atherinichthys cuyana Holmberg (1889: 372, 1893: 92);[6]
- Basilichthys var. cuyanus Lahille (1929: 323, 342, fig. 15);[7]
- Basilichthys mcrolepidotus Girard, 1855; Ringuelet et. al. (1967: 473) la sinonimiza con esta especie, pero tanto en la ortografía del nombre y la autoría específica comete errores y, posiblemente se estaba refiriendo a Atherina microlepidota Jenyns, 1841, la especie tipo de Basilichthys Girard, 1855;[8]
- Basilichthys cuyanus López et al. (1991: 7) en referencia a los datos taxonómicos y bibliográficos a que refiere la publicación;[9]
- Odontesthes hatcheri (Eigenmann, 1909);  Dyer (1998: 535,[10] 2000: 109,[11] 2003: 521,[12] 2006: 83)[13] cuestionablemente la sinonimiza con esta especie.

## Distribución y hábitat
Esta especie habitó las lagunas de Guanacache o Huanacache, o bañados de Guanacache, las que se ubicaban en las provincias del oeste argentino, al nordeste de Mendoza, al sudeste de San Juan, y al noroeste de San Luis, en el centro de la región argentina denominada Cuyo. Originalmente eran una serie de lagunas intercomunicadas, con abundantes islas, y abarcaban un área de unos 2500 km².
Se trataba de un sistema hidrológico exorreico, de lagunas y de bañados encadenados, alimentados por los ríos Mendoza y San Juan y los desagües del río Bermejo, que descargaba por el río Desagüadero.
Estos bañados estuvieron habitados por la parcialidad de la etnia huarpe llamada lagunera. Sus integrantes vivían de la caza de aves acuáticas, y especialmente de la pesca. Navegaban el extenso sistema de lagunas con embarcaciones semejantes a los "caballitos de totora" que usan los uru en el lago Titicaca. 
Si este pejerrey era una buena especie, difícilmente haya podido sobrevivir. La razón es que desde fines del siglo XIX este enorme sistema de humedales se ha secando completamente; el motivo es el mal manejo hídrico, causado por la sobreexplotación de las aguas de los ríos Desaguadero, Mendoza y San Juan. En el siglo XXI estas lagunas aparecen sólo en temporadas de grandes deshielos que acrecientan el caudal de los ríos que las alimentaban.

## Características
Según el propio Burmeister: 

«Bastante más grande que el Basilichthys microlepidopterus Girard l.c. pl. 30, f. 3, más de 10 pulgadas de largo, las escamas más anchas, la superficie de la cabeza cubierta irregularmente con escamas más grandes; la aleta anal más larga, pero también con solo 15 radios.».